# Carl Olof Rosenius

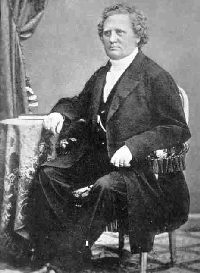
Carl Olof Rosenius

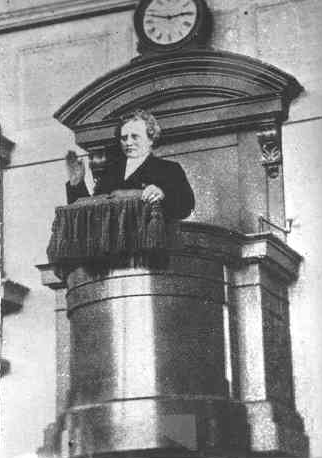
Rosenius auf der Kanzel

Carl Olof Rosenius (* 3. Februar 1816 in Nysätra (Provinz Västerbotten); † 24. Februar 1868 in Stockholm) war ein schwedischer Laienprediger und Initiator einer neuevangelischen schwedischen Erweckungsbewegung, die sich 1856 als Evangelische Vaterlandsstiftung (Evangeliska Fosterlandsstiftelsen) organisierte.
Carl Olof Rosenius wurde als drittes von sieben Kindern des Pfarrers Anders Rosenius in Nysätra geboren. Nachdem er das Gymnasium in Härnösand absolviert hatte, begann er 1838 das Theologiestudium an der Universität Uppsala, das er aber nach einer religiösen Krise, ausgelöst durch die Begegnung mit dem englischen Methodistenprediger George Scott, 1840 abbrach. Im selben Jahr zog er nach Stockholm und wurde Scotts Helfer.
Nachdem Scott 1842 zum Verlassen Schwedens gezwungen wurde, wurde Rosenius zur Zentralgestalt einer innerkirchlichen Erweckungsbewegung, die sich 1856 in der Evangelischen Vaterlandsstiftung (Evangeliska Fosterlandsstiftelsen) organisierte. Rosenius predigte seitdem in der Betlehemskyrkan in Stockholm, die von der Fosterlandsstiftelsen getragen wurde; daneben machte er auch zahlreiche Predigtreisen durch das ganze Land. Sein wichtigstes Forum war die von ihm 1842 gegründete Zeitschrift Pietisten (der Pietist). 
Rosenius verfasste auch eine Reihe von Kirchenliedern. Vier von ihnen sind noch im aktuellen schwedischen Gesangbuch von 1986 enthalten.
Von 1843 bis zu seinem Tod war Rosenius mit Agatha geb. Lindberg verheiratet. Die gemeinsame Tochter Elisabeth Nyström (1848–1889) war eine bekannte Malerin. Der Theologe Martin Rosenius (1825–1901) war sein Bruder. Dessen Sohn, der Ornithologe Paul Rosenius, war Carl Olofs Neffe.

## Schriften (Auswahl)
- Betrachtungen für jeden Tag des Jahres. - Flensburg: Kordt, 1910.
- Geheimnisse im Gesetz und Evangelium oder wirst Du auch wirklich selig werden? - Flensburg: Lutherischer Missionsverl., 1957.
- Wegweiser zum Frieden. Evangelische Verlagsanstalt, Berlin 1986.
- Der Römerbrief. Eine seelsorgerliche Auslegung. Missionsverlag der Evangelisch-Lutherischen Gebetsgemeinschaften e. V., 2000.